# Leisurely Pedestrians, Open Topped Buses and Hansom Cabs with Trotting Horses
 (juillet 2025).
Pour plus de détails, voir Fiche technique et Distribution.
Leisurely Pedestrians, Open Topped Buses and Hansom Cabs with Trotting Horses est un court métrage réalisé par William Friese-Greene en janvier 1889. Il s'agit d'une séquence de 6,1 m, montrant des piétons et des équipages équestres dans une rue près de Apsley Gate, Hyde Park à Londres.